# يونتي أرينا
يونتي أرينا (بالإنجليزية: Unity Arena)‏، المعروفة سابقًا باسم تيلينور أرينا وفورنيبو أرينا، هي ساحة داخلية متعددة الأغراض تقع في فورنيبو [الإنجليزية] في باروم، خارج أوسلو، النرويج. وهي بمثابة مكان لمجموعة متنوعة من الأحداث، بما في ذلك الحفلات الموسيقية والمعارض وعروض الحركة والعروض العائلية والتلفزيون والرياضة. ولديها سعة 15،000 متفرج للأحداث الرياضية و25،000 للحفلات الموسيقية، بما في ذلك 40 مقصورة فاخرة ومقاعد للنادي تتسع لـ 1200 شخص. يحتوي المكان على سقف ثابت وأرضية إسفلتية. تم افتتاح المكان قبل موسم كرة القدم النرويجي لعام 2009 كبديل لملعب نادرود. وقد كلف بناؤه 585 مليون كرونة نرويجية، منها 300 مليون كرونة نرويجية للمكان الرياضي. ستستضيف الأرينا بطولة العالم لكرة اليد للرجال 2025 بمشاركة البلاد وكرواتيا والدنمارك بما في ذلك المباراة النهائية.
خلال العقد الأول من القرن الحادي والعشرين، كان نادي نادرود أقل من المعايير المطلوبة للعب في الدوري الوطني الممتاز. كان نادي فورنيبو في ذلك الوقت يخضع لإعادة تطوير حضري؛ وبعد عدة سنوات من المفاوضات والمنح العامة، حصل نادي ستابك على قطعة أرض في عام 2004. وبدأ البناء في عام 2007. في عام 2010، نشأ خلاف بين النادي ومالك المكان كجيل كر. أولريشسن، حيث طالب الأخير الفريق بمغادرة المكان للسماح بمزيد من إيرادات الحدث. استضافت تيلينور أرينا مسابقة الأغنية الأوروبية لعام 2010، بالإضافة إلى حفلات موسيقية لفنانين وفرق مشهورة عالميًا، مثل مادونا، بريتني سبيرز، ذا ويكند، تينا ترنر، أديل، ميوز، أوليفيا رودريغو، فو فايترز، روجر ووترز (جولة ذل وول)، ريانا، ليدي غاغا، بيونسيه، جاي-زي، كانييه ويست، أيرون ميدن، ميتاليكا، أيه سي/دي سي، بلاك سابث، ذا رولينج ستونز، جاستن بيبر، سيلين ديون ودريك. وتحتفظ تيلينور بحقوق التسمية [الإنجليزية].

## التاريخ

### التخطيط
لعب نادي ستابك مبارياته على أرضه في ملعب نادرود، وهو ملعب متعدد الأغراض في بيكيستوا. بعد صعود النادي السريع من الدرجات الدنيا إلى الدوري الأعلى خلال النصف الأول من تسعينيات القرن العشرين، أصبح نادرود في حاجة إلى ترقيات، مما أدى إلى افتتاح مدرج رئيسي جديد في عام 1996. ظل الملعب يفتقر بشدة إلى المرافق الكافية لكرة القدم الاحترافية، ولم يلبي المتطلبات المتزايدة من اتحاد النرويج لكرة القدم.
في الأصل، تم اقتراح إعادة تطوير نادرود، ولكن في عام 1999 أطلق لاعبو ستابك فكرة بناء ملعب جديد في فورنيبو، والذي أصبح خاضعًا لمشروع إعادة تطوير حضري بعد إغلاق مطار أوسلو، فورنبو عام 1998. تم تسمية الاقتراح الأولي باسم أرينا الحلم الأزرق، وكان من المقرر أن يتسع لـ25،000 متفرج، وعشب صناعي أزرق وسقف قابل للسحب. كانت وسائل الراحة الأخرى المقترحة هي المقاعد المتحركة والتي من شأنها أيضًا أن تسمح للملعب باستضافة ألعاب القوى وتكوينه كملعب كرة قدم حميمي. دعت الفكرة إلى إقامة بروس سبرينغستين حفلة موسيقية قبل المباراة الأولى، والتي ستلعب ضد برشلونة. لم تتحقق العديد من المفاهيم الأولية للملعب. لم تسمح القواعد الدولية بالعشب الصناعي الأزرق؛ وبدلاً من ذلك، تم تصنيع الأرضيات في الصناديق من مادة زرقاء مستوحاة من العشب الصناعي. كما تم التخلص من فكرة وجود سقف قابل للسحب، وذلك بسبب الصعوبات الفنية وقضايا التكلفة.

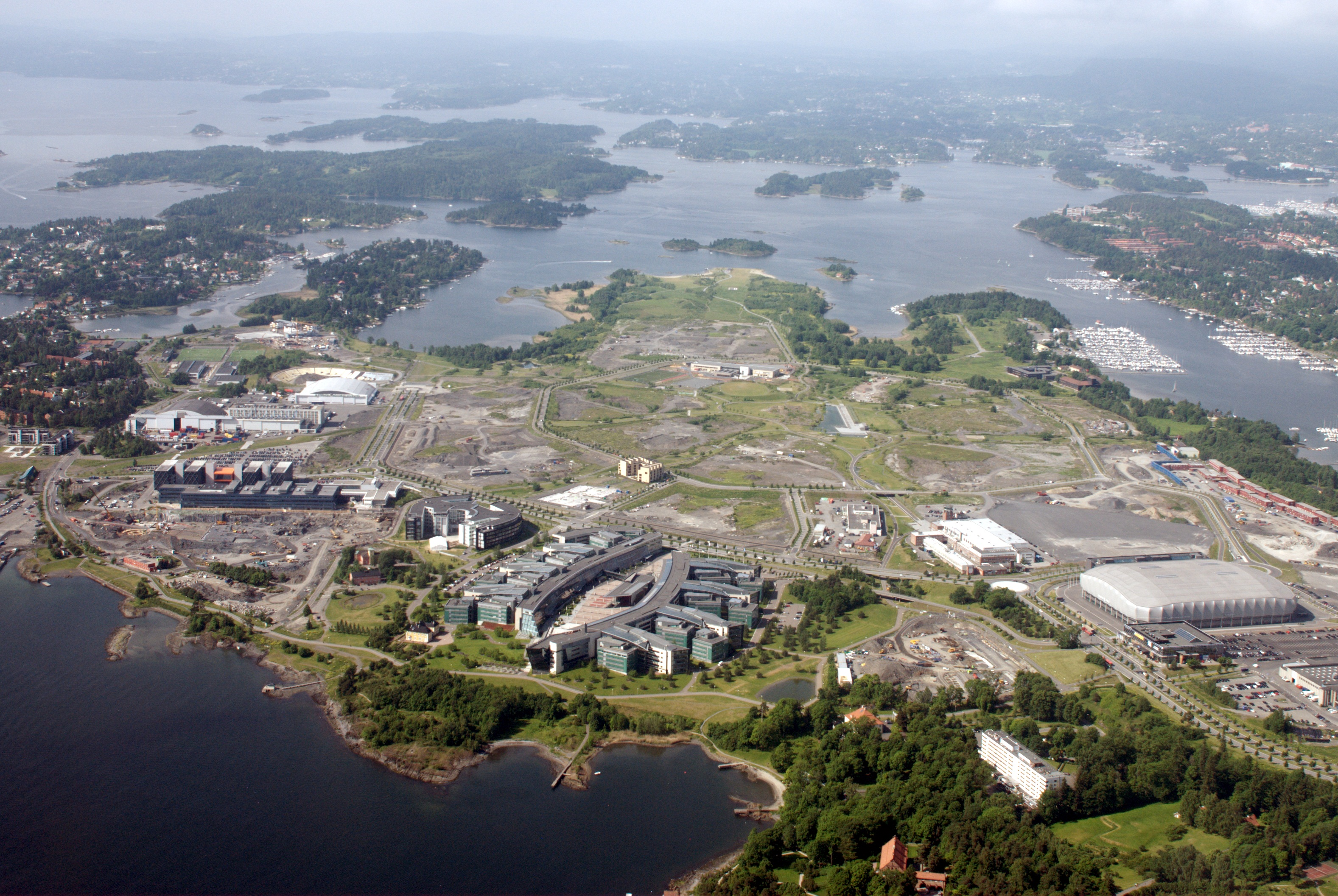
منظر جوي لفورنيبو مع تيلينور أرينا على اليمين

في مايو 2001، صوت مجلس مدينة أوسلو على بيع ممتلكاتهم في فورنيبو إلى فورنيبو بوليجسبار (إف بي)، والتي كانت لديها مرة أخرى اتفاقيات لبيع قطعة أرض للملعب إلى ستابك. في نوفمبر 2002، خلصت محكمة استئناف بورغارتينج إلى أن نورونافلي لها الحق في الاستمرار في تأجير حظيرة – تقع في الموقع المخطط للمكان—حتى عام 2014. في يونيو 2003، واجهت ستابك صعوبات مالية، واشترى المستثمر كجيل كر. أولريشسن أسهمًا مقابل 10 ملايين كرونة نرويجية لتجنب الإفلاس؛ وكان لهذه الأسهم خيار التحويل إلى أسهم في شركة الساحة.
قرر فورنيبو بوليجسبار لاحقًا أنه من الأكثر ربحية بناء شقق في موقع الساحة. بدأت المفاوضات بين النادي وشركة العقارات ورئيس البلدية أود راينسفيلت. في نوفمبر 2003، تم الإعلان عن التوصل إلى حل وسط حيث سيعطي فورنيبو بوليجسبار قطعة الأرض مجانًا لستابك، في مقابل قطعة أرض قريبة.  بعد أسبوعين، رفض فورنيبو بوليجسبار الحل الوسط. تم الإعلان عن حل وسط جديد في 29 يونيو 2004، حيث سيعطي فورنيبو بوليجسبار 50 مليون كرونة نرويجية وقطعة أرض مجانية لستابك في مقابل العقارات التجارية التي ستكون جزءًا من الملعب. ومع ذلك، في اليوم التالي، أعلن الطرفان أنهما غير قادرين على الاتفاق على المخاطر، حيث طالب ستابك بأن يتحمل فورنيبو بوليجسبار المخاطر الكاملة في المشروع. 
بدلاً من ذلك، بدأ ستابك التفاوض مع شركة تكنولوجيا المعلومات فورنيبو للاستحواذ على قطعة أرض يملكونها. كانوا بحاجة إلى قطعة أرض مساحتها 300 هكتار (740 أكر) والتي سيكون لها قيمة سوقية تتراوح بين 60 و80 مليون كرونة نرويجية، وذكر راينسفيلت أن البلدية كانت على استعداد للمساعدة من خلال «المناورة في المناطق الرمادية داخل الهوامش». تعرض النادي لمزيد من الضغط من قبل الاتحاد النرويجي لكرة القدم، الذي كان سيحد من الاستثناءات المسموح بها لنادرود والملاعب الأخرى التي لا تفي بمعاييرها. في 29 أكتوبر، وقع نادي ستوكهولم وستابك اتفاقية بموجبها حصل ستابك على قطعة أرض مجانية و50 مليون كرونة نرويجية، في مقابل استحواذ نادي ستوكهولم على العقارات التجارية. كان الشرط هو أن تسمح البلدية باستخدام أكثر كثافة لبقية منطقة نادي ستوكهولم. سيتطلب هذا إعادة تنظيم المنطقة، وقدر راينسفيلت أنه لن يكون من الممكن بدء البناء حتى عام 2006. في نوفمبر، غير الاتحاد الأوروبي لكرة القدم قواعد العشب الصناعي لينص على أنه يجب أن يكون أخضر. حتى تم تقديم اقتراح ستابك، لم يكن الاتحاد الأوروبي لكرة القدم يعتقد أن أي شخص سيبني ملعبًا بعشب غير أخضر، وذكر الممثلون أنه بسبب ستابك تم إجراء تغيير القاعدة. تم إنهاء الخطط تقريبًا في أكتوبر 2006، بعد أن أوقفت المناقشة حول خط فورنيبو المخطط له—وهو خط نقل الأشخاص الذي سيربط فورنيبو بـ ليساكر – خطة التنظيم. ومع ذلك، في نوفمبر، منحت بلدية بايروم الأذونات النهائية. في 22 ديسمبر، أعلن ستابك أن التمويل تم تأمينه.

### الإنشاء

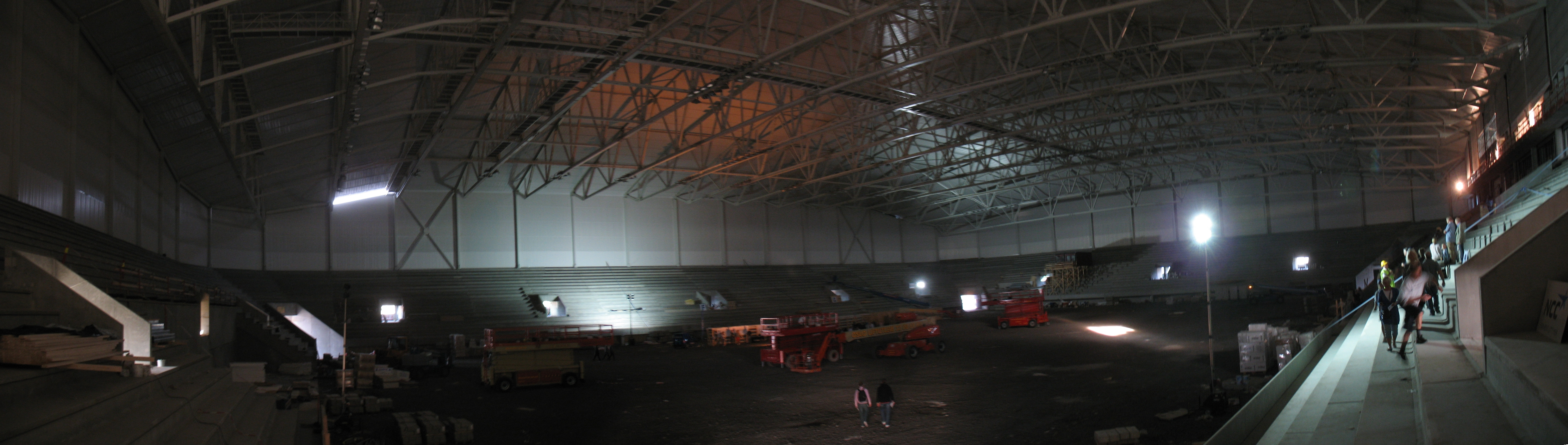
أثناء البناء (أغسطس 2008)

كان المهندسون المعماريون هم إتش آر تي بي [الإنجليزية] وكان المقاول الرئيسي هو شركة إن سي سي. وفي حين كانت الملاعب ذات القباب شائعة في أمريكا الشمالية، لم يتم بناء مثل هذه الملاعب ذات الحجم المماثل لملعب تيلينور أرينا لكرة القدم في أوروبا من قبل. بدأ البناء بهدم حظيرة الطائرات، والتي اكتملت في فبراير 2007. ومع ذلك، بسبب طفرة البناء، فإن العناصر الخرسانية اللازمة لبدء البناء تعني تأخير بقية البناء. تم وضع حجر الأساس في 5 سبتمبر.

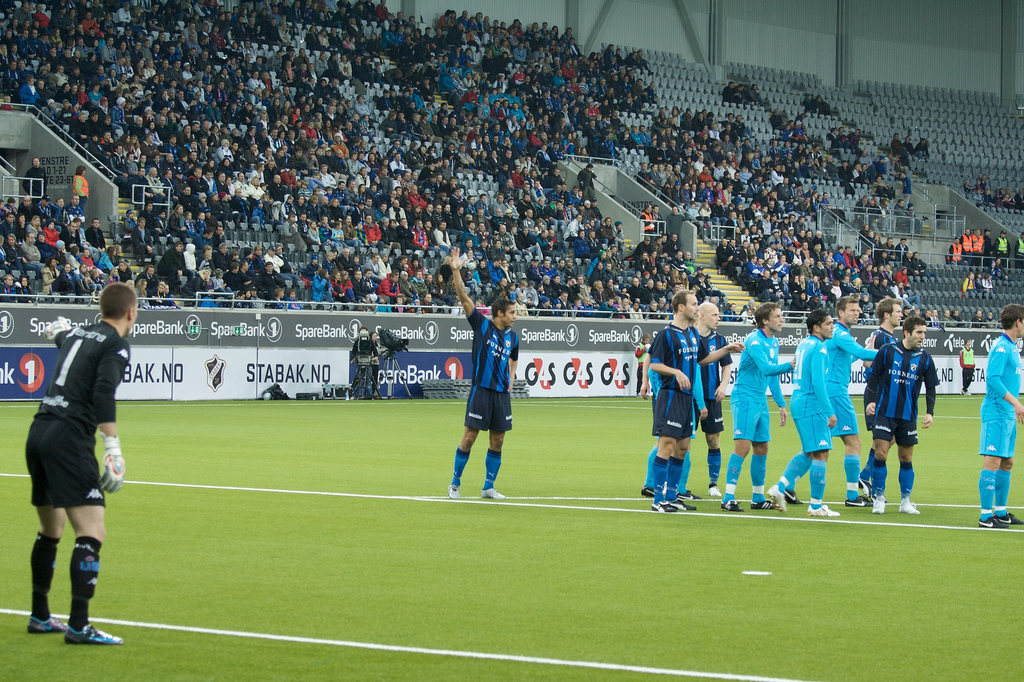
نهائي السوبر 2009، أول مباراة رسمية في الساحة

في يونيو 2008، أعلن نادي ستابك أنه وقع اتفاقية رعاية مدتها أحد عشر عامًا مع شركة الاتصالات تيلينور، حيث ستدفع الأخيرة ما يصل إلى 115 مليون كرونة نرويجية مقابل حقوق التسمية الوحيدة للساحة، بالإضافة إلى التذاكر والوصول إلى المقصورات التنفيذية. في مارس 2009، تم بيع ممتلكات البيع بالتجزئة من شركة تطوير العقارات الإسكندنافية إلى كي إل بيه إيندوم. دعت الخطط إلى إقامة ما بين عشرين إلى خمسة وعشرين مباراة كرة قدم، وأربع إلى ثماني حفلات موسيقية، وثلاثة إلى أربعة أحداث رياضية كبيرة وحدثين كبيرين آخرين ومؤتمرين سنويًا. نظرًا لسعة المقاعد الأكبر، وترتيب جميع المقاعد، والحضور الأعلى ومرافق كبار الشخصيات، يتمكن نادي ستابك من توليد ثلاثة أضعاف إيرادات يوم المباراة من تيلينور أرينا مثل نادرود. يعاني الملعب من مشاكل مرورية في أيام المباريات، مع توظيف أطقم كبيرة لإنشاء حواجز مؤقتة لتوجيه الحشود. محطات الحافلات الأقرب إلى المكان مغلقة، ويتعين على عدد كبير من ضباط الشرطة توجيه حركة المرور. هذه هي التكاليف التي يجب أن تتحملها شركة الساحة، وتتناقض مع المباريات التي تقام على ملعب أوليفال الذي يبلغ حجمه ضعف حجم الملعب تقريبًا، حيث لا تكون مثل هذه التدابير ضرورية.

### الجدل حول كرة القدم والحدث
في أكتوبر 2009، اشترى عشرة أفراد شركة تشغيل النادي ووقعوا عقد إيجار لمدة 40 عامًا لاستخدام الساحة لمباريات ستابك على أرضه، بالإضافة إلى الحق في استخدام المنشأة لبعض الأنشطة الأخرى. يبلغ إيرادات هذا العقد 9 ملايين كرونة نرويجية سنويًا. في عام 2009، عانت شركة ستابك القابضة من عجز قدره 66.1 مليون كرونة نرويجية، بينما خسرت ستابك فوتبول 23.6 مليون كرونة نرويجية. للحفاظ على استمرار شركة التشغيل، زاد أولريشسن رأس مال الشركة بمقدار 73 مليون كرونة نرويجية من أواخر عام 2009 حتى أواخر عام 2010.

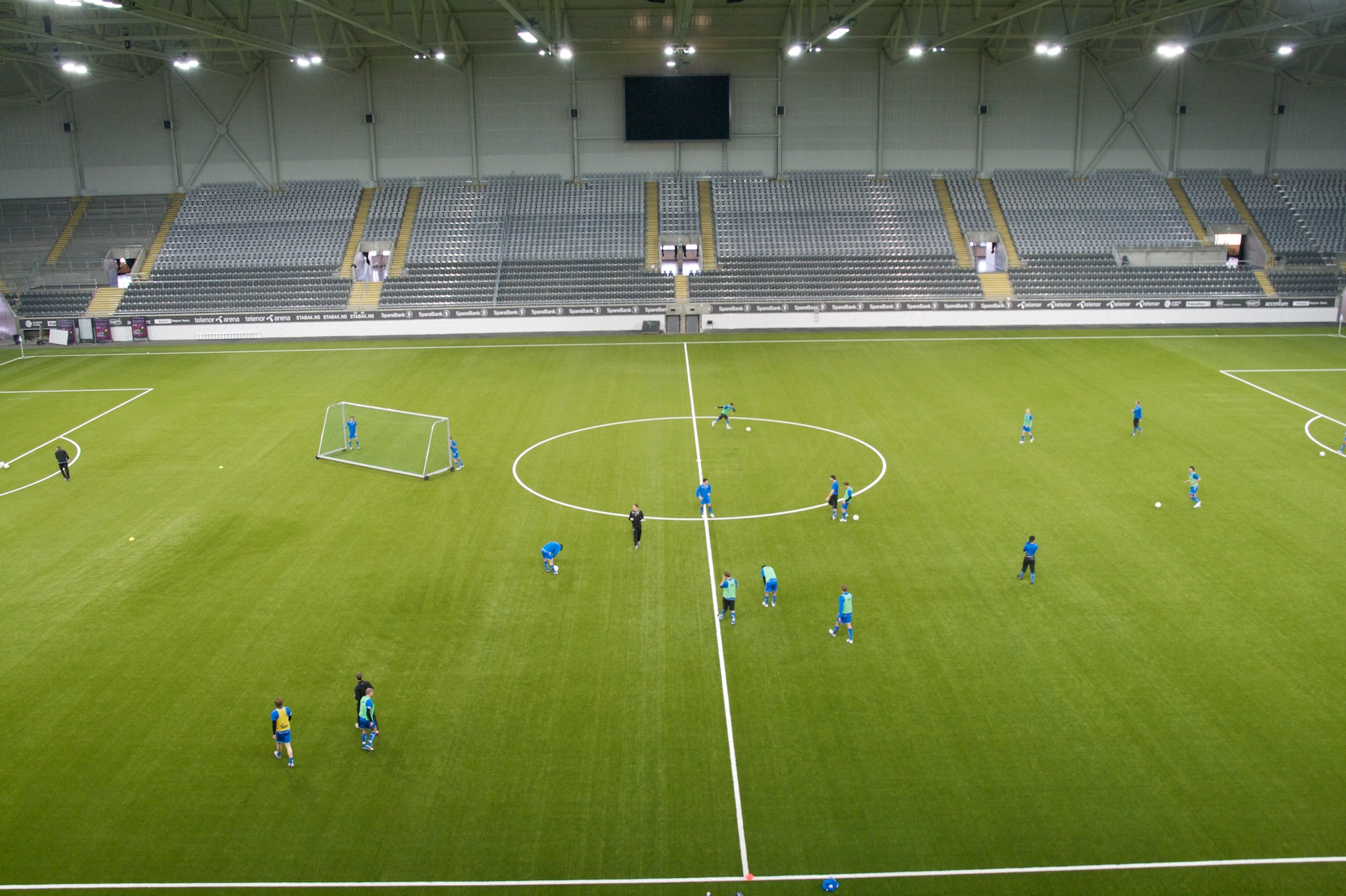
التدريب في المكان

في 4 نوفمبر 2010، أعلنت شركة ستابك القابضة أنها كانت على وشك الإفلاس، وأنها تنوي التخلص من ستابك كمستأجر، وإزالة العشب واستخدام المكان حصريًا للأحداث. صرح رئيس مجلس إدارة شركة ستابك القابضة ديديريك شنيتلر أن نموذج العمل غير مستدام. لم يتم وضع جدول كرة القدم حتى وقت مبكر من العام، بينما في مجال الأحداث، كانت الحجوزات شائعة قبل عام أو عامين. لذلك كان من الصعب تأمين أحداث مربحة، حيث كان يجب الاحتفاظ بأجزاء كبيرة من العام كاحتياطي في حالة الحاجة إلى المكان لمباريات لم يتم جدولتها بعد. صرحت الشركة القابضة أنها قد تضطر إلى التقدم بطلب إفلاس. صرحت شركة ستابك لكرة القدم أن لديها عقدًا مدته 40 عامًا لاستخدام المكان.
صرح مدير الرياضة في ستابك، إنجي أندريه اولسن، أن العودة إلى نادرود لم تكن خيارًا، حيث كانت سعتها قليلة جدًا ومرافقها غير كافية. في حالة استخدام نادرود، فسيتعين إعادة بنائه، مع وجود مدرجات جديدة تحت الأسطح، ومقاعد كبار الشخصيات، وموقف سيارات جديد وغرفة تغيير ملابس جديدة، والتي ستكلف 100 مليون كرونة نرويجية. وبسبب تصاريح البناء، سيستغرق البناء من عامين إلى ثلاثة أعوام. لم تتم الموافقة على نادرود أيضًا لاستضافة مباريات في الدوري الإنجليزي الممتاز، لذلك سيتعين على ستابك إما لعب مبارياته في ملعب أوليفول في أوسلو أو ملعب ماريينليست في درامن. صرحت تيلينور أنه إذا انتقل ستابك، فسيتعين عليهم إعادة التفاوض على اتفاقية حقوق التسمية للساحة، حيث كانت قيمة العقد تعتمد إلى حد كبير على تعرض ستابك للعب في الدوري الممتاز. كما ذكرت الشركة أنها واجهت صعوبة في فهم حجج الشركة القابضة، حيث لم يتم لعب كرة القدم في أكتوبر ومارس، ولكن المكان، الذي يتمتع بأكبر سعة للحفلات الموسيقية الداخلية في منطقة أوسلو، فشل في جذب فنانين كبار، مثل ريانا، خلال أشهر الشتاء.
في 4 ديسمبر، أعلن نادي ستابك لكرة القدم أنه على استعداد لنقل تدريباته ومباريات في كأس النرويج والاتحاد الأوروبي لكرة القدم إلى نادرود أو أوليفال، كحل وسط لتوفير المزيد من الوقت المتاح في الساحة. رفض الاتحاد النرويجي لكرة القدم هذا، وذكر أن قواعد الترخيص تتطلب أن يكون الملعب الرئيسي للنادي متاحًا لجميع مباريات الدوري والكأس والاتحاد الأوروبي لكرة القدم، وأنه لن يتم منح إعفاء عام للكأس. في منتصف ديسمبر، بدأ نادي ستابك لكرة القدم عملية التسجيل القضائي للحق في استئجار المكان، والذي كان مسموحًا به وفقًا للعقد. سيمنح هذا نادي ستابك لكرة القدم الحق في الاستمرار في استئجار المكان حتى لو أفلست الشركة القابضة. وقد أصدرت محكمة مقاطعة أسكر وبايروم أمرًا قضائيًا أوليًا لهذا الغرض.
في بيان صدر في 16 ديسمبر، قال ثلاثة مسؤولين في نادي ستابك لكرة القدم إنهم يشتبهون في أن خطة أولريشن كانت منذ البداية تحويل المكان إلى مركز مؤتمرات بحت، وأن استخدامه كمكان لكرة القدم كان خدعة للحصول على قطعة أرض مجانية تصل قيمتها إلى 200 مليون كرونة نرويجية بالإضافة إلى منح بقيمة 50 مليون كرونة نرويجية. بلغت القيمة الدفترية للمكان 303 مليون كرونة نرويجية في نهاية عام 2010، على الرغم من أن بيانًا من المحكمة الجزئية ذكر أن قيمة المكان كانت أقل بكثير من ذلك. كان بنك دي إن بي إيه إس إيه يحتفظ في ذلك الوقت برهن عقاري مع ضمان في العقار بقيمة 260 مليون كرونة نرويجية، بينما احتفظ أولريشن من خلال شركته الاستثمارية برهن عقاري بقيمة 60.1 مليون كرونة نرويجية.
في 7 يناير 2011، أعلنت الأجزاء أنها توصلت إلى حل وسط. سيبقى ستابك في تيلينور أرينا لموسم 2011 على الأقل. بالإضافة إلى ذلك، احتفظ النادي بخيار تولي مسؤولية الأحداث في المكان. كان لدى ستابك فوتبول حتى 30 يونيو لقبول الخيار، والذي سيسمح للنادي بالبقاء في المكان بشكل دائم. سيتطلب هذا منهم استثمار 20 مليون كرونة نرويجية في إدارة الحدث، مما سيزيد من إيرادات الحدث، ولكن في نفس الوقت ينقل المخاطر من شركة ستابك القابضة إلى ستابك فوتبول. إذا رفض النادي الخيار، فلن يُسمح له باللعب في المكان من موسم 2012. في 30 يونيو، أعلن ستابك أنه لن يفي بخيار الاستمرار في استئجار الملعب. إن المبلغ اللازم البالغ 35 مليون كرونة نرويجية سيترتب عليه مخاطرة لم يكن النادي على استعداد لتحملها. صرح النادي أنه يأمل أن يتمكن من البقاء في الملعب من خلال إنشاء مؤسسة يمكنها شراء المكان من أولريشسن. إذا لم ينجح هذا، فسيتعين على النادي الانتقال من موسم 2012. ثم يفكر النادي في الانتقال مرة أخرى إلى نادرود أو إلى أوليفال أو إلى مارينليست. يقدر النادي أن أي انتقال سيؤدي إلى خسارة النادي لنصف إيراداته. لعب ستابك آخر مباراة له في فورنيبو أرينا في 20 نوفمبر 2011، وخسر 1–2 أمام هاوغسوند. بعد ذلك، تمت إزالة الملعب، وعاد ستابك إلى نادرود من موسم 2012.
أعلن الاتحاد النرويجي لكرة اليد في مايو 2013 أن الساحة ستُستخدم لبطولة كرة اليد للرجال المكونة من أربع دول، كأس برينج، في نوفمبر. وذكر الاتحاد أنه سيستخدم البطولة لتقييم ما إذا كان المكان مناسبًا كساحة وطنية جديدة لكرة اليد. تلقى المكان آراء متباينة. شهدت البطولة حضورًا منخفضًا وانتقد المعلق الدنماركي بينت نيجارد الساحة لكونها كبيرة جدًا. كان الاتحاد سعيدًا بالساحة، وذكر أنه يخطط لاستخدامها للنهائيات في محاولته لاستضافة بطولات العالم وأوروبا لكرة اليد في المستقبل. كانت تيلينور أرينا جزءًا من عرض أوسلو لاستضافة دورة الألعاب الأولمبية الشتوية لعام 2022، حيث تم اقتراح استخدامها للتزلج السريع على المضمار القصير والتزلج الفني.

## المرافق

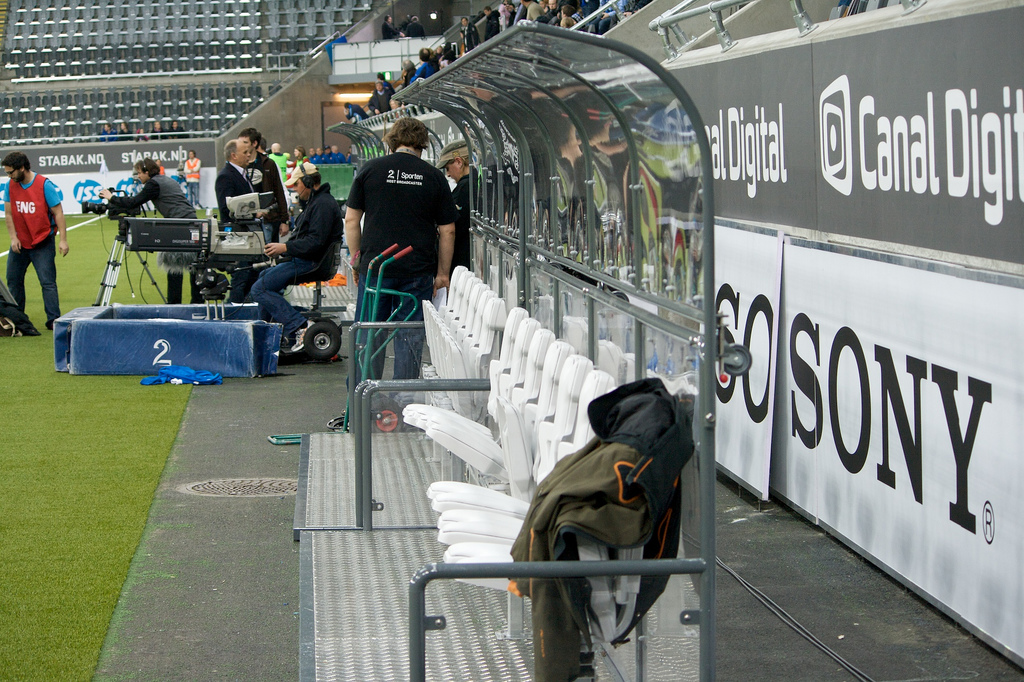
طاقم تصوير في مباراة

يقع الملعب في فورنيبو، شبه جزيرة في بايروم، على بعد 10 كيلومترات (6.2 ميل) من وسط مدينة أوسلو. الملعب مملوك ومدار من قبل شركة فورنيبو أرينا إيه إس، المملوكة مرة أخرى لشركة ستابك القابضة، التي تمتلك أيضًا ستابك فوتبول. تمتلك شركة تيلينور، أكبر شركة اتصالات في النرويج، حقوق تسمية الملعب. يحتوي الملعب على مقاعد تتسع لـ 15000 متفرج لكرة القدم، و25،000 للحفلات الموسيقية. وهذا يشمل مقاعد النادي لـ1،200 متفرج، و40 مقصورة فاخرة ومطعم يتسع لـ 800 شخص. الملعب داخلي بالكامل، ويبلغ ارتفاعه 23 مترًا (75 قدمًا) للعوارض و33 مترًا (108 قدمًا) للسقف. تبلغ مساحة الأرضية 120 مترًا × 82 مترًا (394 مترًا × 269 قدمًا)، بينما تبلغ مساحة الملعب 105 مترًا × 60 مترًا (344 مترًا × 197 قدمًا). يتمتع المكان بتكلفة تدفئة أقل بكثير من القاعات التقليدية المماثلة لأن الهواء الدافئ يتم تخزينه في عناصر المبنى الخرسانية والفولاذية، واستخدام الطاقة الخاملة التي ينتجها المتفرجون. المكان هو أكبر ملعب داخلي في شمال أوروبا. تمتلك شركة أرينا هاندل إيه إس، وهي شركة تابعة لشركة كي إل بيه إيندوم، منطقة البيع بالتجزئة التي تبلغ مساحتها 2,600 متر مربع (28,000 قدم2).
المكان مملوك ومدار من قبل تكتل من ست شركات مملوكة جميعها من قبل كجيل كريستيان أولريشسن. الشركة الأم للشركات الأخرى هي شركة ستابك القابضة. فورنيبو أرينا هي المالك الفعلي للعقار. فورنيبو إيفنت إيه إس مسؤولة عن تأجير المكان للحفلات الموسيقية والمؤتمرات وغيرها من الأحداث غير الرياضية. إف إيه لي إيه إس تستأجر جزئيًا وتمتلك جزئيًا المرافق المثبتة في المكان. ساميدريفت فيديروفيين إن آر. 1 إيه إس هي شركة إدارة العقار ككل. تحتفظ أرينا إيدريت إيه إس بضمان الإيجار الممنوح لفورنيبو أرينا من قبل مستأجري العقارات التجارية وساميدريفت فيديروفيين إن آر 1.

## وسائل النقل
حافلة روتر 31 هي خدمة عالية التردد تعمل من وسط مدينة أوسلو عبر محطة ليساكر إلى فورنيبو. أثناء الجدول الزمني العادي تتوقف خارج الملعب مباشرةً؛ ومع ذلك، في أيام المباريات تتوقف بعيدًا بسبب حركة المرور. تخدم محطة ليساكر كل من سكة حديد أوسلو للركاب وقطارات مختارة بين المدن والإقليمية. يتم تشغيل حافلات كرة القدم المخصصة من قبل شركة روتر إلى مباريات ستابك المنزلية. يوجد 1500 مكان لوقوف السيارات بالقرب من المكان مباشرةً، على الرغم من توفر مواقف إضافية للسيارات في تكنولوجيا المعلومات فورنيبو وليساكر، والتي تقع على بعد سبع وخمس عشرة دقيقة سيرًا على الأقدام على التوالي. خط فورنيبو قيد التخطيط، وسيتم بناؤه إما كسكك حديدية خفيفة أو نقل سريع، مما يسمح بالنقل بالسكك الحديدية من وسط مدينة أوسلو وليساكر إلى الملعب.
غالبًا ما تصبح الساحة ساخنة بشكل غير مريح عندما تكون السعة ممتلئة، وتعرض المنظمون لانتقادات بسبب سعر المياه الذي بلغ 44 كرونة نرويجية (حوالي 7.2 دولار أمريكي) للكوب الذي يحتوي على الماء.

## الرياضات
كان ملعب تيلينور أرينا بين عامي 2009 و2011 الملعب الرئيسي لنادي ستابك، الذي يلعب في الدوري النرويجي الممتاز. وكانت المباراة الأولى ودية ضد نادي غوتبورغ السويدي في 24 يناير 2009. وتم الافتتاح الرسمي في 8 مارس، عندما استضاف نهائي السوبر 2009، وهي مباراة ما قبل الموسم بين ستابك بطل الدوري وفوليرينغا بطل الكأس.
لعب ستابك أربع مباريات في بطولة الاتحاد الأوروبي لكرة القدم على ملعب فورنيبو: ضد تيرانا وكوبنهاغن خلال التصفيات المؤهلة لدوري أبطال أوروبا 2009–10، وضد فالنسيا في مباراة فاصلة لبطولة الدوري الأوروبي 2009–10، وضد دنيبر موغيليف في التصفيات المؤهلة للدوري الأوروبي 2010–11. يعود الرقم القياسي لحضور ستابك في تيلينور أرينا إلى 13 سبتمبر 2009، عندما شاهد 13،402 شخصًا مباراة في الدوري ضد روسنبورغ. وكان الرقم القياسي في مباراة الدوري الأوروبي 12،560 شخصًا شاهدوا المباراة ضد كوبنهاجن.
تُظهر القائمة التالية متوسط الحضور الأقصى والأدنى لمباريات نادي ستابك على أرضه في الدوري الإنجليزي الممتاز. كما توضح أيضًا ترتيب الحضور المتوسط لفرق الدوري الإنجليزي الممتاز.
| الموسم | متوسط | أدنى  | أعلى   | الرتبة | م.     |
| ------ | ----- | ----- | ------ | ------ | ------ |
| 2009   | 9٬472 | 8٬115 | 13٬409 | 7      | [ 52 ] |
| 2010   | 8٬006 | 6٬661 | 11٬807 | 8      | [ 53 ] |
| 2011   | 7٬502 | 5٬686 | 11٬930 | 8      | [ 54 ] |

## الحفلات الموسيقية
| 2009 | 28 فبراير         | أستراليا                      | أيه سي/دي سي                  | جولة بلاك آيس العالمية              | —                                  | —               | —           |             |   |
| 2009 | 23 أبريل          | الولايات المتحدة              | تينا ترنر                     | جولة الذكرى الخمسين                 |                                    | 15،014 / 17،050 | $1،737،664  |             |   |
| 2010 | 13 & 14 أبريل     | الولايات المتحدة              | ميتاليكا                      | جولة مغناطيسية حول العالم           | جوچيرا                             |                 |             |             |   |
| 2010 | 25، 27 مايو & 29  | مسابقة الأغنية الأوروبية 2010 | مسابقة الأغنية الأوروبية 2010 | مسابقة الأغنية الأوروبية 2010       | مسابقة الأغنية الأوروبية 2010      | —               | —           |             |   |
| 2011 | 11 أبريل          | الولايات المتحدة              | جف دونهام                     | أزمة الهوية                         | غير معروف                          | غير معروف       | غير معروف   |             |   |
| 2011 | 6 يوليو           | المملكة المتحدة               | أيرون ميدن                    | الجولة العالمية النهائية            | أليس كوبر                          | غير معروف       | غير معروف   |             |   |
| 2012 | 28 مايو           | الولايات المتحدة              | جاي-زي & كانييه ويست          | جولة شاهد جولة العرش                | —                                  | 18،000 / 18،000 | —           |             |   |
| 2012 | 15 أغسطس          | الولايات المتحدة              | مادونا                        | جولة إم دي إن إيه                   | سي إل إم دي                        | 18،631 / 18،631 | $3،017،871  |             |   |
| 2012 | 6 ديسمبر          | الولايات المتحدة              | ليدي غاغا                     | جولة حفلة هكذا ولدت                 | ذا داركنيس                         | 14،566 / 14،566 | $1،748،812  |             |   |
| 2013 | 1 مارس            | الولايات المتحدة              | ذا كيلرز                      | جولة باتل بورن حول العالم           | غير معروف                          | غير معروف       | غير معروف   |             |   |
| 2013 | 16، 17 أبريل & 18 | كندا                          | جاستن بيبر                    | جولة الإيمان                        | كارلي راي جيبسن                    | 69،246 / 71،091 | $7،887،802  |             |   |
| 2013 | 29 & 30 أبريل     | الولايات المتحدة              | بروس سبرينغستين               | جولة كرة الهدم العالمية             | —                                  | 43،918 / 43،918 | $5،836،045  |             |   |
| 2013 | 7 مايو            | المملكة المتحدة               | ون دايركشن                    | جولة خذني إلى المنزل                | كامرن                              | 18،500 / 18،500 | —           |             |   |
| 2013 | 21 مايو           | الولايات المتحدة              | بون جوفي                      | جولة لأننا نستطيع                   | —                                  | 17،657 / 17،657 | $2،667،533  |             |   |
| 2013 | 25 مايو           | الولايات المتحدة              | بينك                          | جولة الحقيقة حول الحب               | تشرشل                              | 16،685 / 17،967 | $1،659،300  |             |   |
| 2013 | 28 مايو           | الولايات المتحدة              | بيونسيه                       | جولة عرض السيدة كارتر العالمية      | ليدو ليدو                          | 21،989 / 21،989 | $2،204،442  |             |   |
| 2013 | 24 يوليو          | المملكة المتحدة               | ميوز                          | الجولة العالمية الثانية للقانون     | داتاروك                            | 17،000 / 17،000 | $1،385،500  |             |   |
| 2013 | 25 يوليو          | باربادوس                      | ريانا                         | دايموندز وورلد تور                  | جي تي إيه                          | 17،832 / 17،832 | $2،250،403  |             |   |
| 2013 | 14 & 15 أغسطس     | المملكة المتحدة               | روجر ووترز                    | ذا وول لايف                         | —                                  | 33،324 / 35،000 | $4،630،713  |             |   |
| 2013 | 14 نوفمبر         | كندا                          | نيكلباك                       | جولة هنا والآن                      | سكيلت                              | —               | —           |             |   |
| 2013 | 24 نوفمبر         | المملكة المتحدة               | بلاك سابث                     | جولة لم شمل فرقة بلاك ساباث         | —                                  | —               | —           |             |   |
| 2013 | 13 ديسمبر         | المملكة المتحدة               | ديبيتش مود                    | جولة ماكينة دلتا                    | —                                  | 12،743 / 12،743 | $1،238،945  |             |   |
| 2014 | 8 مايو            | الولايات المتحدة              | جاستن تمبرليك                 | جولة حول العالم لتجربة 20/20        | دي جي فري ستايل                    | 19،050 / 19،050 | $2،087،482  |             |   |
| 2014 | 13 مايو           | المملكة المتحدة               | روبي ويليامز                  | يتأرجح في كلا الاتجاهين مباشرة      | —                                  | 18،000 / 18،000 | —           |             |   |
| 2014 | 26 مايو           | المملكة المتحدة               | ذا رولينج ستونز               | 14 على النار                        | بيغ بانغ                           | 22،405 / 22،405 | $5،177،648  |             |   |
| 2014 | 28 مايو           | الولايات المتحدة              | مايلي سايرس                   | جولة بانجرز                         | تي دي كي                           | 21،120 / 21،120 | غير معروف   |             |   |
| 2014 | 29 يونيو          | الولايات المتحدة              | بيرل جام                      | جولة صاعقة البرق                    | غير معروف                          | غير معروف       | غير معروف   |             |   |
| 2014 | 29 سبتمبر         | الولايات المتحدة              | ليدي غاغا                     | ارترايف: ذا ارتبوب بول              | سيدة ضوء النجوم                    | 8،948 / 19،700  | $708،509    |             |   |
| 2015 | 20 مارس           | الولايات المتحدة              | كيتي بيري                     | جولة العالم المتألق                 | شارلي إكس سي إكس                   | 18،396 / 19،920 | $1،045،430  |             |   |
| 2015 | 10 يونيو          | الولايات المتحدة              | فو فايترز                     | جولة سونيك هايوايز العالمية         | —                                  | 22،000 / 22،000 | —           |             |   |
| 2015 | 7 يوليو           | المملكة المتحدة               | بول مكارتني                   | جولة هناك!                          | —                                  | 15،700/ 15،700  | —           |             |   |
| 2016 | 4 مارس            | المملكة المتحدة               | إيلي غولدنغ                   | جولة الهذيان العالمية               | سارة هارتمان                       | 16 000 / 16،000 | —           |             |   |
| 2016 | 1 مايو            | المملكة المتحدة               | أديل                          | أديل لايف 2016                      | —                                  | 21،005 / 21،005 | $1،785،430  |             |   |
| 2016 | 12 يونيو          | المملكة المتحدة               | ميوز                          | جولة حول العالم بالطائرات بدون طيار | النظام الجديد                      | 16،000/ 16،000  | $1،409،450  |             |   |
| 2016 | 15 يونيو          | المملكة المتحدة               | أيرون ميدن                    | جولة كتاب الأرواح العالمية          | شبح عصر الغراب                     | 18،635 / 18،635 | $1،416،976  |             |   |
| 2016 | 2 يوليو           | باربادوس                      | ريانا                         | جولة مكافحة العالم                  | بيغ شون                            | 17،000 / 17،000 | —           |             |   |
| 2016 | 8 سبتمبر          | الولايات المتحدة              | ريد هوت تشيلي بيبرز           | جولة المهرب حول العالم              | غير معروف                          | غير معروف       | غير معروف   |             |   |
| 2016 | 23 & 24 سبتمبر    | كندا                          | جاستن بيبر                    | جولة بوربوس العالمية                | ذا نوكس                            | 45،234 / 45،234 | $3،950،933  |             |   |
| 2017 | 23 فبراير         | إيطاليا                       | أندريا بوتشيلي                | جولة سينمائية عالمية                | —                                  | —               | —           |             |   |
| 2017 | 5 مارس            | كندا                          | دريك                          | جولة فتى يلتقي العالم               | —                                  | —               | —           |             |   |
| 2017 | 10 مارس           | الولايات المتحدة              | أفنجد سفن فولد                | جولة ذا ستيج 2017                   | ديسترب                             | —               | —           |             |   |
| 2017 | 10 مايو           | الولايات المتحدة              | أريانا غراندي                 | جولة المرأة الخطيرة                 | فيكتوريا مونيت بيا                 | —               | —           | —           |   |
| 2017 | 19 مايو           | كندا                          | شون مينديز                    | جولة حول العالم                     | جيمس تي دبليو                      | —               | —           | —           |   |
| 2017 | 20 مايو           | ألمانيا                       | هانز زيمر                     | هانز زيمر مباشر                     | —                                  | —               | —           |             |   |
| 2017 | 24 مايو           | الولايات المتحدة              | برونو مارس                    | جولة 24 كي السحرية حول العالم       | —                                  | —               | —           |             |   |
| 2018 | 9 فبراير          | النرويج                       | كايغو                         | جولة الأطفال في الحب                | سيُعلن لاحقاً                        | سيُعلن لاحقاً     | سيُعلن لاحقاً |             |   |
| 2018 | 23 فبراير         | الولايات المتحدة              | ذا كيلرز                      | جولة حول العالم رائعة ورائعة        | سيُعلن لاحقاً                        | سيُعلن لاحقاً     | سيُعلن لاحقاً |             |   |
| 2018 | 2 مارس            | الولايات المتحدة              | كيندريك لامار                 | الجولة اللعينة                      | جيمس بليك                          | سيُعلن لاحقاً     | سيُعلن لاحقاً |             |   |
| 2018 | 8 مارس            | الولايات المتحدة              | ذا شينسموكرز                  | ذكريات لا تفتح الجولة               | سيُعلن لاحقاً                        | سيُعلن لاحقاً     | سيُعلن لاحقاً |             |   |
| 2018 | 17 مارس           | إسبانيا                       | إنريكيه إغليسياس              | إنريكي إغليسياس على الهواء مباشرة   | سيُعلن لاحقاً                        | سيُعلن لاحقاً     | سيُعلن لاحقاً |             |   |
| 2018 | 23 أبريل          | المملكة المتحدة               | سام سميث                      | جولة التشويق والإثارة               | سيُعلن لاحقاً                        | سيُعلن لاحقاً     | سيُعلن لاحقاً |             |   |
| 2018 | 2 مايو            | الولايات المتحدة              | ميتاليكا                      | جولة وورلد وايرد                    | كفيلرتاك                           | سيُعلن لاحقاً     | سيُعلن لاحقاً | سيُعلن لاحقاً |   |
| 2018 | 2 أغسطس           | الولايات المتحدة              | جاستن تمبرليك                 | جولة رجل الغابة                     | ملاكمو الظل                        | سيُعلن لاحقاً     | سيُعلن لاحقاً |             |   |
| 2018 | 10 أغسطس          | الولايات المتحدة              | بريتني سبيرز                  | بريتني سبيرز: جولة قطعة مني         | بيتبول                             | 20،423 / 20،423 | $1،838،111  |             |   |
| 2018 | 14 & 15 أغسطس     | المملكة المتحدة               | روجر ووترز                    | جولة نحن وهم                        | سيُعلن لاحقاً                        | سيُعلن لاحقاً     | سيُعلن لاحقاً |             |   |
| 2019 | 9 فبراير          | الولايات المتحدة              | توينتي ون بيلوتس              | جولة بانديتو                        | —                                  | —               | —           |             |   |
| 2019 | 14 مارس           | إيطاليا                       | أندريا بوتشيلي                | أندريا بوتشيلي في حفل موسيقي        | —                                  | —               | —           |             |   |
| 2019 | 5 أغسطس           | الولايات المتحدة              | بينك                          | جولة حول العالم حول الصدمات الجميلة | فانس جوي بانغ بانغ روميو كيد كت أب | —               | —           | —           |   |
| 2019 | 3 أكتوبر          | الولايات المتحدة              | أريانا غراندي                 | جولة حول العالم للمحليات            | سوشال هاوس إيلا ماي                | —               | —           | —           |   |
| 2019 | 24 أكتوبر         | كندا                          | مايكل بوبليه                  | جولة مايكل بوبلي 2019               | —                                  | —               | —           |             |   |
| 2022 | 21 & 22 مايو      | المملكة المتحدة               | إلتون جون                     | وداعًا طريق الطوب الأصفر             | —                                  | —               | —           | —           | — |
| 2022 | 1 يوليو           | المملكة المتحدة               | هاري ستايلز                   | جولة الحب                           | وولف أليس                          | 23،784 / 23،784 | $2،089،269  |             |   |
| 2023 | 20 يونيو          | كندا                          | ذا ويكند                      | جولة بعد ساعات العمل حتى الفجر      | كايترانادا مايك دين                | 23،332 / 23،332 | $1،919،784  |             |   |
| 2023 | 11 أغسطس          | المملكة المتحدة               | ديبيتش مود                    | جولة حول العالم مع ميمينتو موري     | أمل                                | يُحدد لاحقًا      |             |             |   |

## أحداث أخرى
تشمل الأحداث الأخرى في المكان معرض سولبيرج إكستريم للسيارات، ومعرض أوسلو الدولي للخيول ومهرجان سينسايشن.

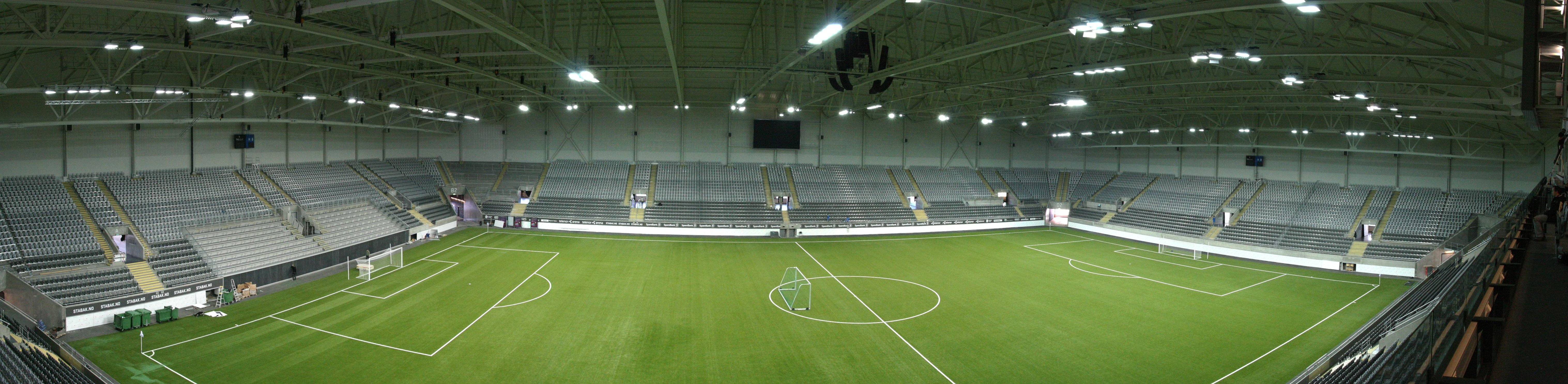
داخل تيلينور أرينا.

## ببليوغرافيا
- جينسن, إنجبريت ستين (2008). Alltid, uansett: om klokskapen og galskapen som må til for å skape eventyr (بالنرويجية). Bærum: دينامو فورلاج. ISBN:9788280711977.

## وصلات خارجية
- الموقع الرسمي باللغة النرويجية

| سبقه Olympic Indoor Arena موسكو | مسابقة الأغنية الأوروبية المكان 2010 | تبعه Esprit Arena دوسلدورف |